# Dorotowo (województwo kujawsko-pomorskie)
Dorotowo – kolonia w Polsce położona w województwie kujawsko-pomorskim, w powiecie sępoleńskim, w gminie Więcbork. Dorotowo jest najdalej na zachód wysuniętą miejscowością w województwie kujawsko-pomorskim.
W latach 1975–1998 miejscowość administracyjnie należała do województwa bydgoskiego. Wieś jest otoczona licznymi lasami stanowiącymi tereny myśliwskie.
Przez Dorotowo przepływa rzeka Łobżonka. Wieś leży na terenie Krajeńskiego Parku Krajobrazowego.
W okresie międzywojennym w miejscowości stacjonowała placówka Straży Granicznej I linii „Dorotowo”.